# Глухоозерская
Глухоозерская — грузовая узловая железнодорожная станция в составе Санкт-Петербургского железнодорожного узла. Относится к Санкт-Петербургскому региону обслуживания Октябрьской железной дороги (ОЖД). Выполняет функции соединения Финляндского железнодорожного моста, главного хода ОЖД и «северной портовой (Путиловской) ветви».
Расположена в Невском районе Санкт-Петербурга между улицами Профессора Качалова и Фаянсовой. На всём протяжении находится на насыпи.
Пути северо-восточной горловины станции переходят в размещённый на бетонных опорах путепровод Финляндского моста через реку Неву. Построенный в 1911—1913 годах по проекту датской фирмы «Христиани и Нильсен» путепровод длиной около 620 метров пересекает улицу 2-й Луч, улицу Хрустальную и проспект Обуховской Обороны.
У юго-западной горловины пути пересекают по путепроводу Глухоозёрское шоссе (названо по существовавшему здесь до застройки Глухому озеру), которое соединяется в этом месте с улицами Качалова и Седова. Далее направления железной дороги разделяются: одна соединительная ветвь пересекает главный ход ОЖД по путепроводу литер Ф и соединяется со станцией Волковская (примыкание к Путиловской линии), две другие ветви следуют на юг и выходят на станции Санкт-Петербург-Товарный-Московский и Санкт-Петербург-Сортировочный-Московский.
Станция обозначена на планах 1914, 1916, 1923 годов как «Глухозерская», на плане Ленинграда 1933 года — «Глухоозерская».
По адресу ул. Профессора Качалова, д. 15 находится административное двухэтажное здание станции (пост электрической централизации) с вывеской с названием. Посередине второго этажа имеется балкон, от которого ранее к путям на насыпи вёл пешеходный мост.
Станцию транзитом проходят пассажирские поезда, следующие со стороны Обухово (Москвы или Вологды/Мурманска) на близлежащий Ладожский вокзал и обратно. В 2015 году пассажир Г. Егоров в блоге на LiveJournal сообщил, что ему удалось купить пассажирский билет от Глухоозерской до Ладожского вокзала на поезд № 120 Белгород — Санкт-Петербург, совершавший на Глухоозерской техническую остановку. Поездка заняла 10 минут.
В прошлом станцию транзитом также проходила электричка Васкелово — Волховстрой, следовавшая на юг на Волховстроевское пригородное направление, на север — на Приозерское. 16 апреля 2020 года, в условиях эпидемических ограничений на транспорте, состоялась обкатка маршрута «городской электрички» от Красного Села до Парголово по Путиловской линии через Глухоозерскую (транзитом, пассажирских платформ станция не имеет), Ладожский вокзал и Ланскую. Время в пути составило 1 час 40 минут. Сообщается, что «пока в планы РЖД на этот маршрут входит пуск четырех ежедневных рейсов: по два утром и вечером», точных сроков не называется. В декабре 2020 года появилась информация о запуске внутригородского рельсового автобуса от Волковской до Кудрово также транзитом через Глухоозерскую в объёме 18 поездов в сутки.
В 2024 году стало известно о грядущей масштабной реконструкции всей железнодорожной инфраструктуры вокруг станции Глухоозёрская. Вдоль Московского направления пройдёт новая скоростная ветвь, будет построен новый мост через Неву, по станции пройдут маршруты новых внутренних петербургских пассажирских диаметров.